# Institut de recherche sur les expériences extraordinaires
 (septembre 2009).

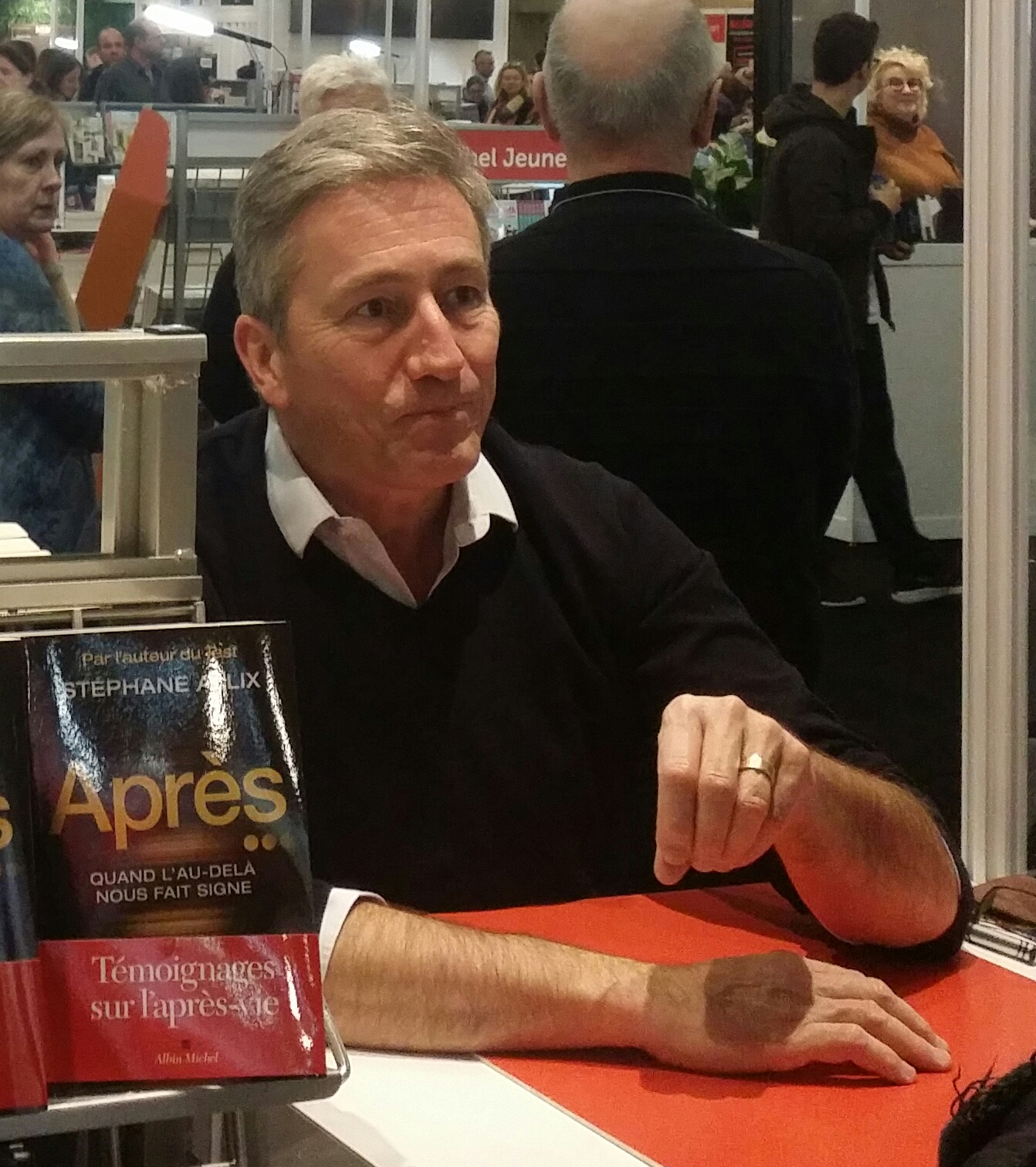
Stéphane Allix.

L’Institut de recherche sur les expériences extraordinaires (INREES) est une société, de statut juridique SAS, consacrée à l'édition de revues et périodiques. L'institut publie un trimestriel, le magazine Inexploré, qui se consacre à la promotion des pseudo-sciences, du chamanisme et du magnétisme. Il a été fondé par le journaliste et écrivain Stéphane Allix, avec le soutien du docteur Bernard Castells, sous la forme d'une association à but non lucratif en 2007[réf. nécessaire] et a changé de statut en 2011.